# Rinorea riana
Rinorea riana Kuntze – gatunek roślin z rodziny fiołkowatych (Violaceae). Występuje naturalnie w Wenezueli, Gujanie, Surinamie, Gujanie Francuskiej oraz Brazylii (w stanach Amazonas, Amapá, Pará, Rondônia, Roraima i Maranhão). 

## Morfologia
PokrójZimozielone drzewo.
LiścieUlistnienie jest naprzeciwległe. Blaszka liściowa jest skórzasta i ma eliptyczny lub owalny kształt, jest piłkowana na brzegu, ma nasadę od tepej do klinowej i spiczasty wierzchołek. Ogonek liściowy jest nagi.
KwiatyZebrane w gronach.
OwoceTorebki mierzące 15-40 mm średnicy. Nasiona mają kulisty kształt i są owłosione.

## Biologia i ekologia
Rośnie w lasach, na wysokości do 700 m n.p.m.